# Classic Bruges-La Panne féminine 2021
La 4e édition de la Classic Bruges-La Panne féminine (officiellement Oxyclean Classic Brugge-De Panne) a lieu le 25 mars 2021. C'est la troisième manche de l'UCI World Tour féminin. Elle est remportée par l'Australienne Grace Brown.

## Équipes
| UCI Women's WorldTeams (9)- Alé BTC Ljubljana - Team BikeExchange - Canyon-SRAM Racing - Team DSM - FDJ-Nouvelle Aquitaine-Futuroscope - Liv Racing - Movistar Team - SD Worx - Trek-Segafredo Équipes féminines continentales (15)- A.R. Monex - Bingoal Casino-Chevalmeire - Ceratizit-WNT Pro Cycling - Cogeas-Mettler-Look Pro Cycling Team - Hitec Products - Doltcini-Van Eyck Sport-Proximus - Drops-Le col - Lotto Soudal Ladies - Multum Accountants - NXTG Racing - Parkhotel Valkenburg - Rupelcleaning-Champion lubricants - Top Girls Fassa Bortolo - Valcar-Travel & Service - Plantur-Pura |
| |

## Parcours
Le parcours démarre de Bruges et termine à La Panne. Il reste dans une zone très proche de la côte et est donc quasiment parfaitement plat. La partie en ligne fait au total 68 km. Il se conclut par deux boucles longues de 45 km autour de La Panne et Coxyde,.

## Favorites
Le parcours se destine aux sprinteuses. Les trois précédentes vainqueurs sont au départ : Jolien D'Hoore, Kirsten Wild et Lorena Wiebes. Emma Norsgaard Jørgensen est également en grande forme après une deuxième place au Circuit Het Nieuwsblad, tout comme Lotte Kopecky. Marta Bastianelli et Chloe Hosking font office d'outsiders.

## Récit de la course
La partie en ligne de la course est effectuée groupée. Le vent élimine des coureuses cependant. Dans le dernier tour, en passant aux Moëres, l'accélération du peloton et le vent provoque des bordures. Il reste alors trente-deux kilomètres. Un groupe de douze favorites se forme à l'avant. Il est composé de : Jolien D'Hoore, Amy Pieters, Lauretta Hanson, Chloe Hosking, Emma Norsgaard Jørgensen, Aude Biannic, Grace Brown, Alice Barnes, Kirsten Wild, Julie Leth, Lisa Brennauer et Elisa Balsamo. Lotte Kopecky revenant seule par la suite. Seules les équipes Ale-BTC Ljubljana et DSM ne sont pas représentées et chasse derrière. La bonne coopération du groupe empêche un retour. Lisa Brennauer est victime d'une crevaison à dix-huit kilomètres de l'arrivée et n'est donc plus dans le groupe de tête. À dix kilomètres de la ligne, Grace Brown attaque seule. Malgré la présence d'équipières dans le groupe de poursuite, l'Australienne se maintient en tête jusqu'au bout. Derrière, Emma Norsgaard Jørgensen prend la deuxième place devant Jolien D'Hoore.

## Classements

### Classement final
| \| Classement général \| Classement général \| Classement général \| Classement général \| Classement général \| \| Coureuse \| Coureuse \| Pays \| Équipe \| Temps \| \| ------------------ \| ------------------ \| ------------------ \| ------------------------- \| ------------------ \| \| 1re \| Grace Brown \| Australie \| Team BikeExchange \| 4 h 03 min 17 s \| \| 2e \| Emma Norsgaard \| Danemark \| Movistar Team \| + 7 s \| \| 3e \| Jolien D'Hoore \| Belgique \| SD Worx \| + 7 s \| \| 4e \| Lotte Kopecky \| Belgique \| Liv Racing \| + 7 s \| \| 5e \| Elisa Balsamo \| Italie \| Valcar-Travel & Service \| + 7 s \| \| 6e \| Kirsten Wild \| Pays-Bas \| Ceratizit-WNT Pro Cycling \| + 7 s \| \| 7e \| Chloe Hosking \| Australie \| Trek-Segafredo \| + 7 s \| \| 8e \| Alice Barnes \| Royaume-Uni \| Canyon-SRAM Racing \| + 7 s \| \| 9e \| Amy Pieters \| Pays-Bas \| SD Worx \| + 12 s \| \| 10e \| Julie Norman Leth \| Danemark \| Ceratizit-WNT Pro Cycling \| + 12 s \| |                   |             |                           |                 |
| |                   |             |                           |                 |
| Sources : ProCyclingStats Cycling Quotient |                   |             |                           |                 |
| Classement général |                   |             |                           |                 |
| Coureuse | Coureuse          | Pays        | Équipe                    | Temps           |
| 1re | Grace Brown       | Australie   | Team BikeExchange         | 4 h 03 min 17 s |
| 2e | Emma Norsgaard    | Danemark    | Movistar Team             | + 7 s           |
| 3e | Jolien D'Hoore    | Belgique    | SD Worx                   | + 7 s           |
| 4e | Lotte Kopecky     | Belgique    | Liv Racing                | + 7 s           |
| 5e | Elisa Balsamo     | Italie      | Valcar-Travel & Service   | + 7 s           |
| 6e | Kirsten Wild      | Pays-Bas    | Ceratizit-WNT Pro Cycling | + 7 s           |
| 7e | Chloe Hosking     | Australie   | Trek-Segafredo            | + 7 s           |
| 8e | Alice Barnes      | Royaume-Uni | Canyon-SRAM Racing        | + 7 s           |
| 9e | Amy Pieters       | Pays-Bas    | SD Worx                   | + 12 s          |
| 10e | Julie Norman Leth | Danemark    | Ceratizit-WNT Pro Cycling | + 12 s          |

### UCI World Tour

#### Points attribués
| Position           | 1er | 2e  | 3e  | 4e  | 5e  | 6e  | 7e  | 8e  | 9e | 10e | 11e | 12e | 13e | 14e | 15e | 16e à 20e | 21e à 30e | 31e à 40e |
| Classement général | 400 | 320 | 260 | 220 | 180 | 140 | 120 | 100 | 80 | 68  | 56  | 48  | 40  | 32  | 28  | 24        | 16        | 8         |

| Classement par points | Classement par points       | Classement par points | Classement par points              | Classement par points |
| Coureuse              | Coureuse                    | Pays                  | Équipe                             | Points                |
| --------------------- | --------------------------- | --------------------- | ---------------------------------- | --------------------- |
| 1re                   | Elisa Longo Borghini        | Italie                | Trek-Segafredo                     | 720 pts               |
| 2e                    | Marianne Vos                | Pays-Bas              | Jumbo-Visma Women Team             | 440 pts               |
| 3e                    | Cecilie Uttrup Ludwig       | Danemark              | FDJ-Nouvelle Aquitaine-Futuroscope | 440 pts               |
| 4e                    | Chantal van den Broek-Blaak | Pays-Bas              | SD Worx                            | 408 pts               |
| 5e                    | Grace Brown                 | Australie             | Team BikeExchange                  | 400 pts               |
| 6e                    | Emma Norsgaard              | Danemark              | Movistar Team                      | 320 pts               |
| 7e                    | Katarzyna Niewiadoma        | Pologne               | Canyon-SRAM Racing                 | 300 pts               |
| 8e                    | Elisa Balsamo               | Italie                | Valcar-Travel & Service            | 300 pts               |
| 9e                    | Jolien D'Hoore              | Belgique              | SD Worx                            | 260 pts               |
| 10e                   | Anna van der Breggen        | Pays-Bas              | SD Worx                            | 260 pts               |

| Classement par points | Classement par points       | Classement par points | Classement par points              | Classement par points |
| Coureuse              | Coureuse                    | Pays                  | Équipe                             | Points                |
| --------------------- | --------------------------- | --------------------- | ---------------------------------- | --------------------- |
| 1re                   | Elisa Longo Borghini        | Italie                | Trek-Segafredo                     | 720 pts               |
| 2e                    | Marianne Vos                | Pays-Bas              | Jumbo-Visma Women Team             | 440 pts               |
| 3e                    | Cecilie Uttrup Ludwig       | Danemark              | FDJ-Nouvelle Aquitaine-Futuroscope | 440 pts               |
| 4e                    | Chantal van den Broek-Blaak | Pays-Bas              | SD Worx                            | 408 pts               |
| 5e                    | Grace Brown                 | Australie             | Team BikeExchange                  | 400 pts               |
| 6e                    | Emma Norsgaard              | Danemark              | Movistar Team                      | 320 pts               |
| 7e                    | Katarzyna Niewiadoma        | Pologne               | Canyon-SRAM Racing                 | 300 pts               |
| 8e                    | Elisa Balsamo               | Italie                | Valcar-Travel & Service            | 300 pts               |
| 9e                    | Jolien D'Hoore              | Belgique              | SD Worx                            | 260 pts               |
| 10e                   | Anna van der Breggen        | Pays-Bas              | SD Worx                            | 260 pts               |

| Classement du meilleur jeune | Classement du meilleur jeune | Classement du meilleur jeune | Classement du meilleur jeune       | Classement du meilleur jeune |
| Coureuse                     | Coureuse                     | Pays                         | Équipe                             | Points                       |
| ---------------------------- | ---------------------------- | ---------------------------- | ---------------------------------- | ---------------------------- |
| 1re                          | Emma Norsgaard               | Danemark                     | Movistar Team                      | 6 pts                        |
| 2e                           | Sarah Gigante                | Australie                    | Tibco-Silicon Valley Bank          | 6 pts                        |
| 3e                           | Évita Muzic                  | France                       | FDJ-Nouvelle Aquitaine-Futuroscope | 6 pts                        |
| 4e                           | Lorena Wiebes                | Pays-Bas                     | Team DSM                           | 4 pts                        |
| 5e                           | Maria Novolodskaya           | Russie                       | A.R. Monex Women's                 | 4 pts                        |
| 6e                           | Vittoria Guazzini            | Italie                       | Valcar-Travel & Service            | 4 pts                        |
| 7e                           | Julia van Bokhoven           | Pays-Bas                     | Parkhotel Valkenburg               | 4 pts                        |
| 8e                           | Mylène de Zoete              | Pays-Bas                     | NXTG Racing                        | 2 pts                        |

| Classement du meilleur jeune | Classement du meilleur jeune | Classement du meilleur jeune | Classement du meilleur jeune       | Classement du meilleur jeune |
| Coureuse                     | Coureuse                     | Pays                         | Équipe                             | Points                       |
| ---------------------------- | ---------------------------- | ---------------------------- | ---------------------------------- | ---------------------------- |
| 1re                          | Emma Norsgaard               | Danemark                     | Movistar Team                      | 6 pts                        |
| 2e                           | Sarah Gigante                | Australie                    | Tibco-Silicon Valley Bank          | 6 pts                        |
| 3e                           | Évita Muzic                  | France                       | FDJ-Nouvelle Aquitaine-Futuroscope | 6 pts                        |
| 4e                           | Lorena Wiebes                | Pays-Bas                     | Team DSM                           | 4 pts                        |
| 5e                           | Maria Novolodskaya           | Russie                       | A.R. Monex Women's                 | 4 pts                        |
| 6e                           | Vittoria Guazzini            | Italie                       | Valcar-Travel & Service            | 4 pts                        |
| 7e                           | Julia van Bokhoven           | Pays-Bas                     | Parkhotel Valkenburg               | 4 pts                        |
| 8e                           | Mylène de Zoete              | Pays-Bas                     | NXTG Racing                        | 2 pts                        |

| Classement par équipes aux points | Classement par équipes aux points  | Classement par équipes aux points | Classement par équipes aux points |
| Équipe                            | Équipe                             | Pays                              | Points                            |
| --------------------------------- | ---------------------------------- | --------------------------------- | --------------------------------- |
| 1re                               | SD Worx                            | Pays-Bas                          | 1320 pts                          |
| 2e                                | Trek-Segafredo                     | États-Unis                        | 1020 pts                          |
| 3e                                | Movistar Team                      | Espagne                           | 708 pts                           |
| 4e                                | FDJ-Nouvelle Aquitaine-Futuroscope | France                            | 676 pts                           |
| 5e                                | Liv Racing                         | Pays-Bas                          | 656 pts                           |
| 6e                                | Jumbo-Visma                        | Pays-Bas                          | 480 pts                           |
| 7e                                | Canyon-SRAM Racing                 | Allemagne                         | 476 pts                           |
| 8e                                | Team BikeExchange                  | Australie                         | 472 pts                           |
| 9e                                | Valcar-Travel & Service            | Italie                            | 316 pts                           |
| 10e                               | Ceratizit-WNT Pro Cycling          | Allemagne                         | 296 pts                           |

| Classement par équipes aux points | Classement par équipes aux points  | Classement par équipes aux points | Classement par équipes aux points |
| Équipe                            | Équipe                             | Pays                              | Points                            |
| --------------------------------- | ---------------------------------- | --------------------------------- | --------------------------------- |
| 1re                               | SD Worx                            | Pays-Bas                          | 1320 pts                          |
| 2e                                | Trek-Segafredo                     | États-Unis                        | 1020 pts                          |
| 3e                                | Movistar Team                      | Espagne                           | 708 pts                           |
| 4e                                | FDJ-Nouvelle Aquitaine-Futuroscope | France                            | 676 pts                           |
| 5e                                | Liv Racing                         | Pays-Bas                          | 656 pts                           |
| 6e                                | Jumbo-Visma                        | Pays-Bas                          | 480 pts                           |
| 7e                                | Canyon-SRAM Racing                 | Allemagne                         | 476 pts                           |
| 8e                                | Team BikeExchange                  | Australie                         | 472 pts                           |
| 9e                                | Valcar-Travel & Service            | Italie                            | 316 pts                           |
| 10e                               | Ceratizit-WNT Pro Cycling          | Allemagne                         | 296 pts                           |

## Liste des participantes
| Légende | Légende                                                                           | Légende | Légende                                                    |
| ------- | --------------------------------------------------------------------------------- | ------- | ---------------------------------------------------------- |
| Num     | Dossard de départ porté par le coureur sur cette Classic Bruges-La Panne féminine | Pos     | Position à l'arrivée de la course                          |
|         | Indique un maillot de champion national ou mondial, suivi de sa spécialité        | NP      | Indique un coureur qui n'a pas pris le départ de la course |
| AB      | Indique un coureur qui n'a pas terminé la course                                  | HD      | Indique un coureur qui a terminé la course hors des délais |

| Team DSM DSM | Team DSM DSM           | Team DSM DSM |
| ------------ | ---------------------- | ------------ |
| Num          | Coureuse               | Pos          |
| 1            | Lorena Wiebes (NED)    | 13e          |
| 2            | Pfeiffer Georgi (GBR)  | 21e          |
| 3            | Leah Kirchmann (CAN)   | 68e          |
| 4            | Franziska Koch (GER)   | 31e          |
| 5            | Julia Soek (NED)       | 93e          |
| 6            | Susanne Andersen (NOR) | 24e          |

| Liv Racing LIV | Liv Racing LIV              | Liv Racing LIV |
| -------------- | --------------------------- | -------------- |
| Num            | Coureuse                    | Pos            |
| 11             | Lotte Kopecky (BEL) (route) | 4e             |
| 12             | Valerie Demey (BEL)         | 59e            |
| 13             | Marta Jaskulska (POL)       | 76e            |
| 14             | Jeanne Korevaar (NED)       | 30e            |
| 15             | Sabrina Stultiens (NED)     | 86e            |
| 16             | Evy Kuijpers (NED)          | 57e            |

| SD Worx SDW | SD Worx SDW                     | SD Worx SDW |
| ----------- | ------------------------------- | ----------- |
| Num         | Coureuse                        | Pos         |
| 21          | Jolien D'Hoore (BEL)            | 3e          |
| 22          | Elena Cecchini (ITA)            | 67e         |
| 23          | Roxane Fournier (FRA)           | 63e         |
| 24          | Christine Majerus (LUX) (route) | 15e         |
| 25          | Amy Pieters (NED)               | 9e          |
| 26          | Lonneke Uneken (NED)            | AB          |

| Trek-Segafredo TFS | Trek-Segafredo TFS       | Trek-Segafredo TFS |
| ------------------ | ------------------------ | ------------------ |
| Num                | Coureuse                 | Pos                |
| 31                 | Shirin van Anrooij (NED) | 52e                |
| 32                 | Amalie Dideriksen (DEN)  | 92e                |
| 33                 | Lauretta Hanson (AUS)    | 12e                |
| 34                 | Chloe Hosking (AUS)      | 7e                 |
| 35                 | Ruth Edwards (USA)       | 75e                |
| 36                 | Trixi Worrack (GER)      | 105e               |

| Movistar Team MOV | Movistar Team MOV            | Movistar Team MOV |
| ----------------- | ---------------------------- | ----------------- |
| Num               | Coureuse                     | Pos               |
| 41                | Emma Norsgaard (DEN) (route) | 2e                |
| 42                | Aude Biannic (FRA)           | 11e               |
| 43                | Barbara Guarischi (ITA)      | 64e               |
| 44                | Sheyla Gutiérrez (ESP)       | 106e              |
| 45                | Alicia González (ESP)        | 61e               |
| 46                | Alba Teruel (ESP)            | 72e               |

| Team BikeExchange BEX | Team BikeExchange BEX   | Team BikeExchange BEX |
| --------------------- | ----------------------- | --------------------- |
| Num                   | Coureuse                | Pos                   |
| 51                    | Jessica Allen (AUS)     | AB                    |
| 52                    | Grace Brown (AUS)       | 1re                   |
| 53                    | Teniel Campbell (TTO)   | 47e                   |
| 54                    | Arianna Fidanza (ITA)   | 42e                   |
| 55                    | Jessica Roberts (GBR)   | AB                    |
| 56                    | Sarah Roy (AUS) (route) | AB                    |

| FDJ-Nouvelle Aquitaine-Futuroscope FDJ | FDJ-Nouvelle Aquitaine-Futuroscope FDJ | FDJ-Nouvelle Aquitaine-Futuroscope FDJ |
| -------------------------------------- | -------------------------------------- | -------------------------------------- |
| Num                                    | Coureuse                               | Pos                                    |
| 61                                     | Stine Borgli (NOR)                     | 16e                                    |
| 62                                     | Clara Copponi (FRA)                    | 43e                                    |
| 63                                     | Eugénie Duval (FRA)                    | 51e                                    |
| 64                                     | Maëlle Grossetête (FRA)                | 56e                                    |
| 65                                     | Lauren Kitchen (AUS)                   | 94e                                    |
| 66                                     | Jade Wiel (FRA)                        | 65e                                    |

| Canyon-SRAM Racing CSR | Canyon-SRAM Racing CSR      | Canyon-SRAM Racing CSR |
| ---------------------- | --------------------------- | ---------------------- |
| Num                    | Coureuse                    | Pos                    |
| 71                     | Alice Barnes (GBR)          | 8e                     |
| 72                     | Hannah Barnes (GBR)         | 69e                    |
| 73                     | Elise Chabbey (SUI) (route) | AB                     |
| 74                     | Lisa Klein (GER)            | 104e                   |
| 75                     | Hannah Ludwig (GER)         | 91e                    |
| 76                     | Alexis Magner (USA)         | 36e                    |

| Alé BTC Ljubljana ALE | Alé BTC Ljubljana ALE   | Alé BTC Ljubljana ALE |
| --------------------- | ----------------------- | --------------------- |
| Num                   | Coureuse                | Pos                   |
| 81                    | Marta Bastianelli (ITA) | 66e                   |
| 82                    | Maaike Boogaard (NED)   | 70e                   |
| 83                    | Tatiana Guderzo (ITA)   | 22e                   |
| 84                    | Marlen Reusser (SUI)    | 26e                   |
| 85                    | Laura Tomasi (ITA)      | AB                    |
| 86                    | Anna Trevisi (ITA)      | 87e                   |

| Ceratizit-WNT Pro Cycling WNT | Ceratizit-WNT Pro Cycling WNT   | Ceratizit-WNT Pro Cycling WNT |
| ----------------------------- | ------------------------------- | ----------------------------- |
| Num                           | Coureuse                        | Pos                           |
| 91                            | Kirsten Wild (NED)              | 6e                            |
| 92                            | Maria Giulia Confalonieri (ITA) | 29e                           |
| 93                            | Marta Lach (POL) (route)        | 41e                           |
| 94                            | Julie Norman Leth (DEN)         | 10e                           |
| 95                            | Lea Lin Teutenberg (GER)        | 103e                          |
| 96                            | Lisa Brennauer (GER) (route)    | 48e                           |

| Lotto Soudal Ladies LSL | Lotto Soudal Ladies LSL  | Lotto Soudal Ladies LSL |
| ----------------------- | ------------------------ | ----------------------- |
| Num                     | Coureuse                 | Pos                     |
| 101                     | Danique Braam (NED)      | 89e                     |
| 102                     | Alana Castrique (BEL)    | AB                      |
| 103                     | Lone Meertens (BEL)      | 46e                     |
| 105                     | Elise vander Sande (BEL) | AB                      |
| 106                     | Jesse Vandenbulcke (BEL) | 37e                     |

| Cogeas-Mettler-Look Pro Cycling Team CGS | Cogeas-Mettler-Look Pro Cycling Team CGS | Cogeas-Mettler-Look Pro Cycling Team CGS |
| ---------------------------------------- | ---------------------------------------- | ---------------------------------------- |
| Num                                      | Coureuse                                 | Pos                                      |
| 111                                      | Tamara Dronova (RUS)                     | NP                                       |
| 112                                      | Iuliia Galimullina (RUS)                 | NP                                       |
| 113                                      | Aigul Gareeva (RUS)                      | NP                                       |
| 114                                      | Gulnaz Khatuntseva (RUS)                 | NP                                       |
| 115                                      | Diana Klimova (RUS) (route)              | NP                                       |
| 116                                      | Marina Uvarova (RUS)                     | NP                                       |

| A.R. Monex Women's ASA | A.R. Monex Women's ASA        | A.R. Monex Women's ASA |
| ---------------------- | ----------------------------- | ---------------------- |
| Num                    | Coureuse                      | Pos                    |
| 121                    | Maria Novolodskaya (RUS)      | 38e                    |
| 122                    | Katia Ragusa (ITA)            | 18e                    |
| 123                    | Lizbeth Salazar (MEX)         | 25e                    |
| 124                    | Arlenis Sierra (CUB)          | 17e                    |
| 125                    | Maria Vittoria Sperotto (ITA) | 100e                   |
| 126                    | Mariia Miliaeva (RUS)         | 79e                    |

| Parkhotel Valkenburg PHV | Parkhotel Valkenburg PHV  | Parkhotel Valkenburg PHV |
| ------------------------ | ------------------------- | ------------------------ |
| Num                      | Coureuse                  | Pos                      |
| 131                      | Femke Gerritse (NED)      | 80e                      |
| 132                      | Femke Markus (NED)        | 20e                      |
| 133                      | Lieke Nooijen (NED)       | AB                       |
| 134                      | Mischa Bredewold (NED)    | 33e                      |
| 135                      | Amber van der Hulst (NED) | 32e                      |
| 136                      | Kirstie van Haaften (NED) | AB                       |

| Valcar-Travel & Service VAL | Valcar-Travel & Service VAL | Valcar-Travel & Service VAL |
| --------------------------- | --------------------------- | --------------------------- |
| Num                         | Coureuse                    | Pos                         |
| 141                         | Martina Alzini (ITA)        | 34e                         |
| 142                         | Elisa Balsamo (ITA)         | 5e                          |
| 143                         | Chiara Consonni (ITA)       | 58e                         |
| 144                         | Vittoria Guazzini (ITA)     | AB                          |
| 145                         | Silvia Persico (ITA)        | 71e                         |
| 146                         | Ilaria Sanguineti (ITA)     | 62e                         |

| Bingoal-Chevalmeire CCT | Bingoal-Chevalmeire CCT   | Bingoal-Chevalmeire CCT |
| ----------------------- | ------------------------- | ----------------------- |
| Num                     | Coureuse                  | Pos                     |
| 151                     | Kelly Druyts (BEL)        | AB                      |
| 152                     | Caren Commissaris (NED)   | AB                      |
| 153                     | Kelly Van den Steen (BEL) | 27e                     |
| 154                     | Nathalie Bex (BEL)        | 88e                     |
| 155                     | Natalie van Gogh (NED)    | 28e                     |
| 156                     | Claudia Jongerius (NED)   | 55e                     |

| Plantur-Pura PLP | Plantur-Pura PLP                 | Plantur-Pura PLP |
| ---------------- | -------------------------------- | ---------------- |
| Num              | Coureuse                         | Pos              |
| 161              | Ceylin del Carmen Alvarado (NED) | 53e              |
| 162              | Sanne Cant (BEL)                 | 74e              |
| 163              | Julie De Wilde (BEL)             | AB               |
| 164              | Yara Kastelijn (NED)             | 73e              |
| 165              | Laura Süßemilch (GER)            | 60e              |
| 166              | Manon Bakker (NED)               | 102e             |

| Doltcini-Van Eyck-Proximus DVE | Doltcini-Van Eyck-Proximus DVE      | Doltcini-Van Eyck-Proximus DVE |
| ------------------------------ | ----------------------------------- | ------------------------------ |
| Num                            | Coureuse                            | Pos                            |
| 171                            | Minke Bakker (NED)                  | AB                             |
| 172                            | Victoire Berteau (FRA)              | AB                             |
| 173                            | Dina Scavone (BEL)                  | AB                             |
| 174                            | Christina Schweinberger (AUT)       | 98e                            |
| 175                            | Kathrin Schweinberger (AUT) (route) | 40e                            |
| 176                            | Marieke de Groot (NED)              | AB                             |

| Multum Accountants MUL | Multum Accountants MUL     | Multum Accountants MUL |
| ---------------------- | -------------------------- | ---------------------- |
| Num                    | Coureuse                   | Pos                    |
| 181                    | Ann-Sophie Duyck (BEL)     | AB                     |
| 182                    | Rosalie Van der Wolf (NED) | AB                     |
| 183                    | Fien Delbaere (BEL)        | 45e                    |
| 184                    | Marijke de Smedt (BEL)     | 83e                    |
| 185                    | Céline van Houtum (NED)    | 39e                    |
| 186                    | Kylie Waterreus (NED)      | 78e                    |

| Drops-Le Col DRP | Drops-Le Col DRP              | Drops-Le Col DRP |
| ---------------- | ----------------------------- | ---------------- |
| Num              | Coureuse                      | Pos              |
| 191              | Elizabeth Bennett (GBR)       | AB               |
| 192              | Maria Martins (POR)           | 35e              |
| 193              | Emilie Moberg (NOR)           | 14e              |
| 194              | Sara Penton (SWE)             | 23e              |
| 195              | Marjolein van 't Geloof (NED) | 99e              |
| 196              | Maike van der Duin (NED)      | 77e              |

| Coop-Hitec Products HPU | Coop-Hitec Products HPU  | Coop-Hitec Products HPU |
| ----------------------- | ------------------------ | ----------------------- |
| Num                     | Coureuse                 | Pos                     |
| 201                     | Caroline Andersson (SWE) | AB                      |
| 203                     | Martine Gjøs (NOR)       | AB                      |
| 204                     | Amalie Lutro (NOR)       | 54e                     |
| 205                     | Ann Helen Olsen (NOR)    | AB                      |

| NXTG Racing NXG | NXTG Racing NXG       | NXTG Racing NXG |
| --------------- | --------------------- | --------------- |
| Num             | Coureuse              | Pos             |
| 211             | Shari Bossuyt (BEL)   | AB              |
| 212             | Mylène de Zoete (NED) | 19e             |
| 213             | Ilse Pluimers (NED)   | 81e             |
| 214             | Britt Knaven (BEL)    | AB              |
| 215             | Charlotte Kool (NED)  | AB              |
| 216             | Emily Wadsworth (GBR) | AB              |

| Rupelcleaning-Champion lubricants RUP | Rupelcleaning-Champion lubricants RUP | Rupelcleaning-Champion lubricants RUP |
| ------------------------------------- | ------------------------------------- | ------------------------------------- |
| Num                                   | Coureuse                              | Pos                                   |
| 221                                   | Svenja Betz (GER)                     | AB                                    |
| 222                                   | Antonia Gröndahl (FIN)                | 101e                                  |
| 223                                   | Mia Griffin (IRL)                     | 90e                                   |
| 224                                   | Aline Seitz (SUI)                     | 82e                                   |
| 225                                   | Alice Sharpe (IRL)                    | 84e                                   |
| 226                                   | Sara Van de Vel (BEL)                 | 85e                                   |

| Top Girls Fassa Bortolo TOP | Top Girls Fassa Bortolo TOP | Top Girls Fassa Bortolo TOP |
| --------------------------- | --------------------------- | --------------------------- |
| Num                         | Coureuse                    | Pos                         |
| 231                         | Michela Balducci (ITA)      | 44e                         |
| 232                         | Giorgia Bariani (ITA)       | 96e                         |
| 233                         | Gaia Masetti (ITA)          | 49e                         |
| 234                         | Greta Marturano (ITA)       | 97e                         |
| 235                         | Debora Silvestri (ITA)      | 50e                         |
| 236                         | Giorgia Vettorello (ITA)    | 95e                         |

| Team DSM DSM | Team DSM DSM           | Team DSM DSM |
| ------------ | ---------------------- | ------------ |
| Num          | Coureuse               | Pos          |
| 1            | Lorena Wiebes (NED)    | 13e          |
| 2            | Pfeiffer Georgi (GBR)  | 21e          |
| 3            | Leah Kirchmann (CAN)   | 68e          |
| 4            | Franziska Koch (GER)   | 31e          |
| 5            | Julia Soek (NED)       | 93e          |
| 6            | Susanne Andersen (NOR) | 24e          |

| Liv Racing LIV | Liv Racing LIV              | Liv Racing LIV |
| -------------- | --------------------------- | -------------- |
| Num            | Coureuse                    | Pos            |
| 11             | Lotte Kopecky (BEL) (route) | 4e             |
| 12             | Valerie Demey (BEL)         | 59e            |
| 13             | Marta Jaskulska (POL)       | 76e            |
| 14             | Jeanne Korevaar (NED)       | 30e            |
| 15             | Sabrina Stultiens (NED)     | 86e            |
| 16             | Evy Kuijpers (NED)          | 57e            |

| SD Worx SDW | SD Worx SDW                     | SD Worx SDW |
| ----------- | ------------------------------- | ----------- |
| Num         | Coureuse                        | Pos         |
| 21          | Jolien D'Hoore (BEL)            | 3e          |
| 22          | Elena Cecchini (ITA)            | 67e         |
| 23          | Roxane Fournier (FRA)           | 63e         |
| 24          | Christine Majerus (LUX) (route) | 15e         |
| 25          | Amy Pieters (NED)               | 9e          |
| 26          | Lonneke Uneken (NED)            | AB          |

| Trek-Segafredo TFS | Trek-Segafredo TFS       | Trek-Segafredo TFS |
| ------------------ | ------------------------ | ------------------ |
| Num                | Coureuse                 | Pos                |
| 31                 | Shirin van Anrooij (NED) | 52e                |
| 32                 | Amalie Dideriksen (DEN)  | 92e                |
| 33                 | Lauretta Hanson (AUS)    | 12e                |
| 34                 | Chloe Hosking (AUS)      | 7e                 |
| 35                 | Ruth Edwards (USA)       | 75e                |
| 36                 | Trixi Worrack (GER)      | 105e               |

| Movistar Team MOV | Movistar Team MOV            | Movistar Team MOV |
| ----------------- | ---------------------------- | ----------------- |
| Num               | Coureuse                     | Pos               |
| 41                | Emma Norsgaard (DEN) (route) | 2e                |
| 42                | Aude Biannic (FRA)           | 11e               |
| 43                | Barbara Guarischi (ITA)      | 64e               |
| 44                | Sheyla Gutiérrez (ESP)       | 106e              |
| 45                | Alicia González (ESP)        | 61e               |
| 46                | Alba Teruel (ESP)            | 72e               |

| Team BikeExchange BEX | Team BikeExchange BEX   | Team BikeExchange BEX |
| --------------------- | ----------------------- | --------------------- |
| Num                   | Coureuse                | Pos                   |
| 51                    | Jessica Allen (AUS)     | AB                    |
| 52                    | Grace Brown (AUS)       | 1re                   |
| 53                    | Teniel Campbell (TTO)   | 47e                   |
| 54                    | Arianna Fidanza (ITA)   | 42e                   |
| 55                    | Jessica Roberts (GBR)   | AB                    |
| 56                    | Sarah Roy (AUS) (route) | AB                    |

| FDJ-Nouvelle Aquitaine-Futuroscope FDJ | FDJ-Nouvelle Aquitaine-Futuroscope FDJ | FDJ-Nouvelle Aquitaine-Futuroscope FDJ |
| -------------------------------------- | -------------------------------------- | -------------------------------------- |
| Num                                    | Coureuse                               | Pos                                    |
| 61                                     | Stine Borgli (NOR)                     | 16e                                    |
| 62                                     | Clara Copponi (FRA)                    | 43e                                    |
| 63                                     | Eugénie Duval (FRA)                    | 51e                                    |
| 64                                     | Maëlle Grossetête (FRA)                | 56e                                    |
| 65                                     | Lauren Kitchen (AUS)                   | 94e                                    |
| 66                                     | Jade Wiel (FRA)                        | 65e                                    |

| Canyon-SRAM Racing CSR | Canyon-SRAM Racing CSR      | Canyon-SRAM Racing CSR |
| ---------------------- | --------------------------- | ---------------------- |
| Num                    | Coureuse                    | Pos                    |
| 71                     | Alice Barnes (GBR)          | 8e                     |
| 72                     | Hannah Barnes (GBR)         | 69e                    |
| 73                     | Elise Chabbey (SUI) (route) | AB                     |
| 74                     | Lisa Klein (GER)            | 104e                   |
| 75                     | Hannah Ludwig (GER)         | 91e                    |
| 76                     | Alexis Magner (USA)         | 36e                    |

| Alé BTC Ljubljana ALE | Alé BTC Ljubljana ALE   | Alé BTC Ljubljana ALE |
| --------------------- | ----------------------- | --------------------- |
| Num                   | Coureuse                | Pos                   |
| 81                    | Marta Bastianelli (ITA) | 66e                   |
| 82                    | Maaike Boogaard (NED)   | 70e                   |
| 83                    | Tatiana Guderzo (ITA)   | 22e                   |
| 84                    | Marlen Reusser (SUI)    | 26e                   |
| 85                    | Laura Tomasi (ITA)      | AB                    |
| 86                    | Anna Trevisi (ITA)      | 87e                   |

| Ceratizit-WNT Pro Cycling WNT | Ceratizit-WNT Pro Cycling WNT   | Ceratizit-WNT Pro Cycling WNT |
| ----------------------------- | ------------------------------- | ----------------------------- |
| Num                           | Coureuse                        | Pos                           |
| 91                            | Kirsten Wild (NED)              | 6e                            |
| 92                            | Maria Giulia Confalonieri (ITA) | 29e                           |
| 93                            | Marta Lach (POL) (route)        | 41e                           |
| 94                            | Julie Norman Leth (DEN)         | 10e                           |
| 95                            | Lea Lin Teutenberg (GER)        | 103e                          |
| 96                            | Lisa Brennauer (GER) (route)    | 48e                           |

| Lotto Soudal Ladies LSL | Lotto Soudal Ladies LSL  | Lotto Soudal Ladies LSL |
| ----------------------- | ------------------------ | ----------------------- |
| Num                     | Coureuse                 | Pos                     |
| 101                     | Danique Braam (NED)      | 89e                     |
| 102                     | Alana Castrique (BEL)    | AB                      |
| 103                     | Lone Meertens (BEL)      | 46e                     |
| 105                     | Elise vander Sande (BEL) | AB                      |
| 106                     | Jesse Vandenbulcke (BEL) | 37e                     |

| Cogeas-Mettler-Look Pro Cycling Team CGS | Cogeas-Mettler-Look Pro Cycling Team CGS | Cogeas-Mettler-Look Pro Cycling Team CGS |
| ---------------------------------------- | ---------------------------------------- | ---------------------------------------- |
| Num                                      | Coureuse                                 | Pos                                      |
| 111                                      | Tamara Dronova (RUS)                     | NP                                       |
| 112                                      | Iuliia Galimullina (RUS)                 | NP                                       |
| 113                                      | Aigul Gareeva (RUS)                      | NP                                       |
| 114                                      | Gulnaz Khatuntseva (RUS)                 | NP                                       |
| 115                                      | Diana Klimova (RUS) (route)              | NP                                       |
| 116                                      | Marina Uvarova (RUS)                     | NP                                       |

| A.R. Monex Women's ASA | A.R. Monex Women's ASA        | A.R. Monex Women's ASA |
| ---------------------- | ----------------------------- | ---------------------- |
| Num                    | Coureuse                      | Pos                    |
| 121                    | Maria Novolodskaya (RUS)      | 38e                    |
| 122                    | Katia Ragusa (ITA)            | 18e                    |
| 123                    | Lizbeth Salazar (MEX)         | 25e                    |
| 124                    | Arlenis Sierra (CUB)          | 17e                    |
| 125                    | Maria Vittoria Sperotto (ITA) | 100e                   |
| 126                    | Mariia Miliaeva (RUS)         | 79e                    |

| Parkhotel Valkenburg PHV | Parkhotel Valkenburg PHV  | Parkhotel Valkenburg PHV |
| ------------------------ | ------------------------- | ------------------------ |
| Num                      | Coureuse                  | Pos                      |
| 131                      | Femke Gerritse (NED)      | 80e                      |
| 132                      | Femke Markus (NED)        | 20e                      |
| 133                      | Lieke Nooijen (NED)       | AB                       |
| 134                      | Mischa Bredewold (NED)    | 33e                      |
| 135                      | Amber van der Hulst (NED) | 32e                      |
| 136                      | Kirstie van Haaften (NED) | AB                       |

| Valcar-Travel & Service VAL | Valcar-Travel & Service VAL | Valcar-Travel & Service VAL |
| --------------------------- | --------------------------- | --------------------------- |
| Num                         | Coureuse                    | Pos                         |
| 141                         | Martina Alzini (ITA)        | 34e                         |
| 142                         | Elisa Balsamo (ITA)         | 5e                          |
| 143                         | Chiara Consonni (ITA)       | 58e                         |
| 144                         | Vittoria Guazzini (ITA)     | AB                          |
| 145                         | Silvia Persico (ITA)        | 71e                         |
| 146                         | Ilaria Sanguineti (ITA)     | 62e                         |

| Bingoal-Chevalmeire CCT | Bingoal-Chevalmeire CCT   | Bingoal-Chevalmeire CCT |
| ----------------------- | ------------------------- | ----------------------- |
| Num                     | Coureuse                  | Pos                     |
| 151                     | Kelly Druyts (BEL)        | AB                      |
| 152                     | Caren Commissaris (NED)   | AB                      |
| 153                     | Kelly Van den Steen (BEL) | 27e                     |
| 154                     | Nathalie Bex (BEL)        | 88e                     |
| 155                     | Natalie van Gogh (NED)    | 28e                     |
| 156                     | Claudia Jongerius (NED)   | 55e                     |

| Plantur-Pura PLP | Plantur-Pura PLP                 | Plantur-Pura PLP |
| ---------------- | -------------------------------- | ---------------- |
| Num              | Coureuse                         | Pos              |
| 161              | Ceylin del Carmen Alvarado (NED) | 53e              |
| 162              | Sanne Cant (BEL)                 | 74e              |
| 163              | Julie De Wilde (BEL)             | AB               |
| 164              | Yara Kastelijn (NED)             | 73e              |
| 165              | Laura Süßemilch (GER)            | 60e              |
| 166              | Manon Bakker (NED)               | 102e             |

| Doltcini-Van Eyck-Proximus DVE | Doltcini-Van Eyck-Proximus DVE      | Doltcini-Van Eyck-Proximus DVE |
| ------------------------------ | ----------------------------------- | ------------------------------ |
| Num                            | Coureuse                            | Pos                            |
| 171                            | Minke Bakker (NED)                  | AB                             |
| 172                            | Victoire Berteau (FRA)              | AB                             |
| 173                            | Dina Scavone (BEL)                  | AB                             |
| 174                            | Christina Schweinberger (AUT)       | 98e                            |
| 175                            | Kathrin Schweinberger (AUT) (route) | 40e                            |
| 176                            | Marieke de Groot (NED)              | AB                             |

| Multum Accountants MUL | Multum Accountants MUL     | Multum Accountants MUL |
| ---------------------- | -------------------------- | ---------------------- |
| Num                    | Coureuse                   | Pos                    |
| 181                    | Ann-Sophie Duyck (BEL)     | AB                     |
| 182                    | Rosalie Van der Wolf (NED) | AB                     |
| 183                    | Fien Delbaere (BEL)        | 45e                    |
| 184                    | Marijke de Smedt (BEL)     | 83e                    |
| 185                    | Céline van Houtum (NED)    | 39e                    |
| 186                    | Kylie Waterreus (NED)      | 78e                    |

| Drops-Le Col DRP | Drops-Le Col DRP              | Drops-Le Col DRP |
| ---------------- | ----------------------------- | ---------------- |
| Num              | Coureuse                      | Pos              |
| 191              | Elizabeth Bennett (GBR)       | AB               |
| 192              | Maria Martins (POR)           | 35e              |
| 193              | Emilie Moberg (NOR)           | 14e              |
| 194              | Sara Penton (SWE)             | 23e              |
| 195              | Marjolein van 't Geloof (NED) | 99e              |
| 196              | Maike van der Duin (NED)      | 77e              |

| Coop-Hitec Products HPU | Coop-Hitec Products HPU  | Coop-Hitec Products HPU |
| ----------------------- | ------------------------ | ----------------------- |
| Num                     | Coureuse                 | Pos                     |
| 201                     | Caroline Andersson (SWE) | AB                      |
| 203                     | Martine Gjøs (NOR)       | AB                      |
| 204                     | Amalie Lutro (NOR)       | 54e                     |
| 205                     | Ann Helen Olsen (NOR)    | AB                      |

| NXTG Racing NXG | NXTG Racing NXG       | NXTG Racing NXG |
| --------------- | --------------------- | --------------- |
| Num             | Coureuse              | Pos             |
| 211             | Shari Bossuyt (BEL)   | AB              |
| 212             | Mylène de Zoete (NED) | 19e             |
| 213             | Ilse Pluimers (NED)   | 81e             |
| 214             | Britt Knaven (BEL)    | AB              |
| 215             | Charlotte Kool (NED)  | AB              |
| 216             | Emily Wadsworth (GBR) | AB              |

| Rupelcleaning-Champion lubricants RUP | Rupelcleaning-Champion lubricants RUP | Rupelcleaning-Champion lubricants RUP |
| ------------------------------------- | ------------------------------------- | ------------------------------------- |
| Num                                   | Coureuse                              | Pos                                   |
| 221                                   | Svenja Betz (GER)                     | AB                                    |
| 222                                   | Antonia Gröndahl (FIN)                | 101e                                  |
| 223                                   | Mia Griffin (IRL)                     | 90e                                   |
| 224                                   | Aline Seitz (SUI)                     | 82e                                   |
| 225                                   | Alice Sharpe (IRL)                    | 84e                                   |
| 226                                   | Sara Van de Vel (BEL)                 | 85e                                   |

| Top Girls Fassa Bortolo TOP | Top Girls Fassa Bortolo TOP | Top Girls Fassa Bortolo TOP |
| --------------------------- | --------------------------- | --------------------------- |
| Num                         | Coureuse                    | Pos                         |
| 231                         | Michela Balducci (ITA)      | 44e                         |
| 232                         | Giorgia Bariani (ITA)       | 96e                         |
| 233                         | Gaia Masetti (ITA)          | 49e                         |
| 234                         | Greta Marturano (ITA)       | 97e                         |
| 235                         | Debora Silvestri (ITA)      | 50e                         |
| 236                         | Giorgia Vettorello (ITA)    | 95e                         |